# García Loaysa y Girón
No debe confundirse con su tío García Loaysa y Mendoza.

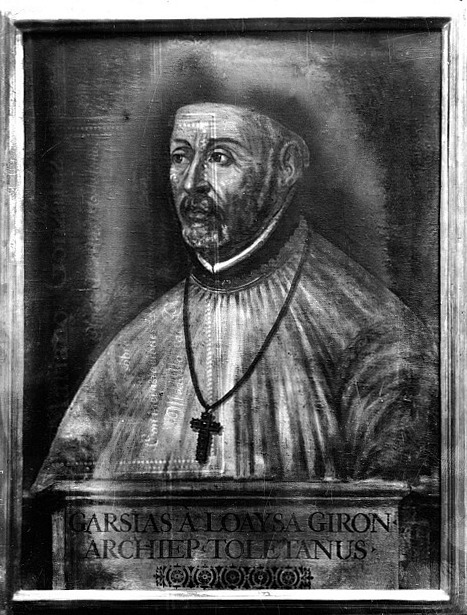
Retrato de García Loaysa y Girón como Arzobispo de Toledo.

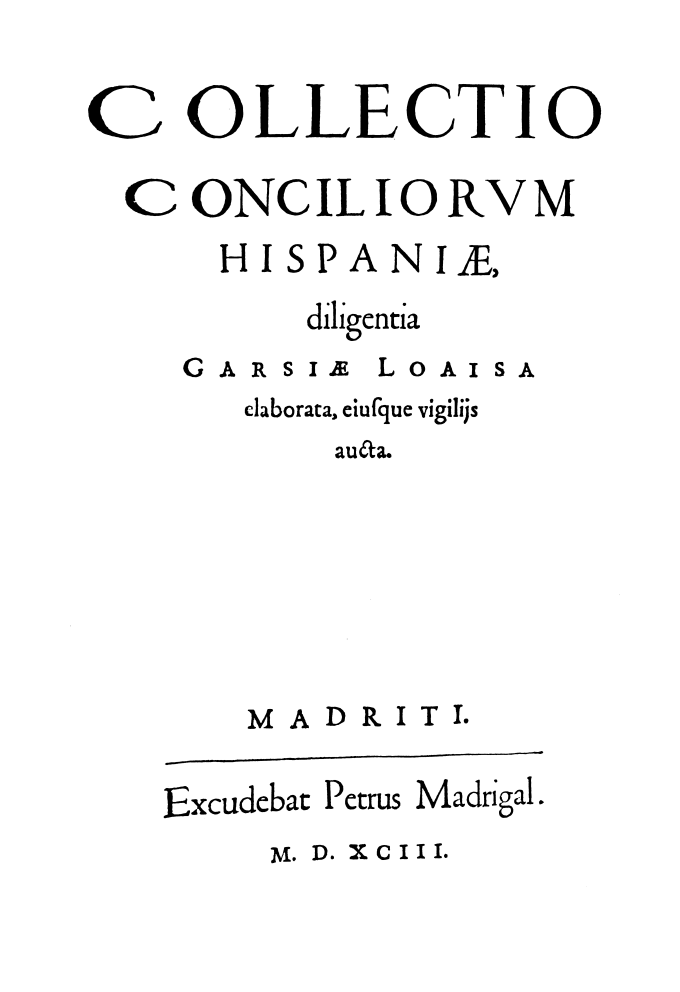
Collectio Conciliorum Hispaniae. Madriti: Petrus Madrigal; 1593.

García Loaysa y Girón (Talavera de la Reina, 1534 - Alcalá de Henares, 22 de febrero de 1599) fue un eclesiástico español.

## Biografía
Hijo de Pedro Girón de Loaysa, que fue corregidor de Vizcaya y consejero de Carlos I, y de Mencía de Carvajal; era sobrino de García de Loaysa y Mendoza y de Jerónimo de Loayza, arzobispos de Sevilla y Lima respectivamente, y de Juan Suárez de Carvajal, obispo de Lugo. Su hermana María Girón casó con Juan Hurtado de Salcedo, abuelos del I Marqués de Sofragas, Fernando Girón de Salcedo.
Estudió en la Universidad de Salamanca, y en el Colegio Mayor de San Ildefonso de Alcalá.
Fue arcediano de la catedral de Sevilla, canónigo de la de Toledo (1564) y arcediano de Guadalajara (1566). En 1585 Felipe II le nombró Limosnero Real, capellán mayor y preceptor de su hijo el príncipe Felipe. 
Ocupó el rango de Gobernador eclesiástico de la archidiócesis de Toledo durante la ausencia del arzobispo Alberto de Austria, y quedó como su sucesor cuando este renunció a la sede (16 de agosto de 1598), pero murió al año siguiente antes de tomar posesión.
Desde 1598 fue también miembro del Consejo de Estado.
Falleció en Alcalá de Henares, el 22 de febrero de 1599, a los 65 años de edad.

## Obra
En 1569 fundó el Colegio Menor de San Clemente Mártir en Alcalá de Henares.
Dejó escrita una obra de temática histórico eclesiástica: Collectio Conciliorum Hispaniae, una recopilación de todos los concilios celebrados en España, impresa en Madrid en 1593.
Defendió que era una superstición la venida del Apóstol Santiago a España, su predicación y su enterramiento en Compostela.
| Predecesor: Alberto de Austria | Arzobispo de Toledo 1598 – 1599 | Sucesor: Bernardo de Sandoval y Rojas |